# 朴商範 (記者)
朴 商範 （パク・サンボム、朝鮮語: 박상범、1968年11月13日 - ）は、大韓民国の韓国放送公社 (KBS) 所属の記者。 

## 学歴
- 高麗大学校 中語中文学科 学士 (1986学番)

## 経歴
- 1994年 20期 KBS 公開採用の 報道本部 記者